# Терехунь
Терехунь — деревня в Серпуховском районе Московской области. Входит в состав Дашковского сельского поселения (до 29 ноября 2006 года входила в состав Райсемёновского сельского округа).

## Население
| 2002 | 2006 | 2010 | 2015 |
| ---- | ---- | ---- | ---- |
| 0    | ↗2   | ↘1   | ↗3   |

## География
Терехунь расположена примерно в 28 км (по шоссе) на северо-запад от Серпухова, на безымянном левом притоке реки Нара, у границы с Калужской областью, высота центра деревни над уровнем моря — 167 м.